# Округ Фејет (Илиноис)
Округ Фејет (енгл. Fayette County) је округ у америчкој савезној држави Илиноис.

## Демографија
По попису из 2010. године број становника је 22.140, што је 338 (1,6%) становника више него 2000. године.
| Група             | 2000.          | 2010.          |
| Белци             | 20.386 (93,5%) | 20.585 (93,0%) |
| Афроамериканци    | 1.064 (4,9%)   | 980 (4,4%)     |
| Азијати           | 37 (0,2%)      | 51 (0,2%)      |
| Хиспаноамериканци | 174 (0,8%)     | 304 (1,4%)     |
| Укупно            | 21.802         | 22.140         |